# Pacific Heights
Pacific Heights is een Amerikaanse thriller uit 1990 onder regie van John Schlesinger.

## Verhaal
Het stel Drake Goodman (Matthew Modine) en Patty Palmer (Melanie Griffith) doet de aankoop van hun leven: een prachtig Victoriaans huis in de wijk Pacific Heights van San Francisco. Om de kosten te drukken, verhuren ze het appartement beneden aan het Chinese echtpaar Watanabe en de studio aan Carter Hayes (Michael Keaton). Hayes lijkt een perfecte huurder met goede referenties en veel geld op de bank, maar wanneer Hayes vreemde en asociale trekjes begint te vertonen, krijgen Drake en Patty spijt en verandert hun leven in een nachtmerrie.

## Overige acteurs
| Acteur          | Personage           |
| --------------- | ------------------- |
| Mako            | Toshio Watanabe     |
| Nobu McCarthy   | Mira Watanabe       |
| Laurie Metcalf  | Stephanie MacDonald |
| Carl Lumbly     | Lou Baker           |
| Dorian Harewood | Dennis Reed         |
| Luca Bercovici  | Greg                |
| Tippi Hedren    | Florence Peters     |
| Sheila McCarthy | Liz Hamilton        |
| Jerry Hardin    | Bennett Fidlow      |

## Filmmuziek
De muziek voor Pacific Heights werd gecomponeerd door Hans Zimmer.